# Каніволя
Каніволя (пол. Kaniwola) — село в Польщі, у гміні Людвін Ленчинського повіту Люблінського воєводства. Населення — 557 осіб (2011).

## Історія
За даними етнографічної експедиції 1869—1870 років під керівництвом Павла Чубинського, у селі проживали лише греко-католики, які розмовляли українською мовою.
У 1921 році село входило до складу гміни Людвін Любартівського повіту Люблінського воєводства Польської Республіки.

### Вбивства українців
Розташована на західній межі українських етнічних земель (Холмщини), у Каніволі діяли жило багато українців, котрі стали об'єктами терору з боку польських націоналістичних організацій, котрі співпрацювали із німецькою окупаційною адміністрацією. Улітку 1942 року, у селі було вбито всіх українських активістів, зокрема: Марія Борис, Ніна Борис, Теодор Борис, Володимир Максим'юк, Микола Недзялко, Максим Плотников, Антін Руцяк, Володимир Руцяк, Матвій Сачук, Гнат Яртих, Олександр Яртих.

## Демографія
Станом на 10 вересня 1921 року в селі налічувалося 57 будинків та 330 мешканців, з них:
- 162 чоловіки та 168 жінок;
- 299 православних, 22 римо-католики, 9 християн (інших конфесій);
- 290 українців, 38 поляків, 2 особи іншої національності.

Демографічна структура станом на 31 березня 2011 року:
|          | Загалом | Допрацездатний вік | Працездатний вік | Постпрацездатний вік |
| -------- | ------- | ------------------ | ---------------- | -------------------- |
| Чоловіки | 282     | 60                 | 206              | 16                   |
| Жінки    | 275     | 60                 | 182              | 33                   |
| Разом    | 557     | 120                | 388              | 49                   |